# Valmez rock city
Valmez rock city je v pořadí čtvrté studiové album skupiny Mňága a Žďorp, které vyšlo v květnu 1994 ve vydavatelství Monitor na CD a MC.
Skladby Chtít chytit vítr, Nech mě spát!, Nejvíc se Klára těší na neděli, Co tady ještě dělám?!, Po kapkách byly natočeny 25.–27. února 1994 ve studiu Relax v Bratislavě, skladby Zdá se, Normální poslední den, Až natáhnu bačkory] byly natočeny 10.–12. července 1993 ve studiu C v Ostravě. Skladba Stovky hotelů byla natočena 21. srpna 1993 ve studiu Propast v Praze.
Autory hudby jsou Vladimír Merta (Chtít chytit vítr), Herbert Ullrich (Zdá se), Petr Fiala (Nech mě spát!, Normální poslední den, Nejvíc se Klára těší na neděli, Co tady ještě dělám?!, Po kapkách), Lukáš Filip (Až natáhnu bačkory), Oldřich Říha (Stovky hotelů).
Texty napsali Vladimír Merta (Chtít chytit vítr), Herbert Ullrich (Zdá se), Petr Fiala (Nech mě spát!, Normální poslední den, Co tady ještě dělám?!, Až natáhnu bačkory, Po kapkách), Ladislav Vostárek (Stovky hotelů).

## Obsazení
- Petr Fiala – zpěv, akustická kytara (Chtít chytit vítr)
- Martin Knor – kytara, klávesy (Po kapkách)
- Radek Koutný – kytara
- Lukáš Filip – saxofon, zpěv
- Petr Nekuža – baskytara, zpěv (Chtít chytit vítr)
- Karel Mikuš – bicí, zpěv

## Hosté
- Radek Odstrčil – foukačka (Zdá se)
- Marek Procháska – hlas (Nejvíc se Klára těší na neděli)

## Seznam písní
1. Chtít chytit vítr
2. Zdá se
3. Nech mě spát!
4. Normální poslední den
5. Nejvíc se Klára těší na neděli
6. Co tady ještě dělám?!
7. Až natáhnu bačkory
8. Po kapkách
9. Stovky hotelů